# Eberhard Ernst Gotthard von Vegesack
Freiherr Eberhard Ernst Gotthard von Vegesack (* 28. März 1763 in Rostock; † 30. Oktober 1818 in Stockholm) war Offizier in schwedischen Diensten.

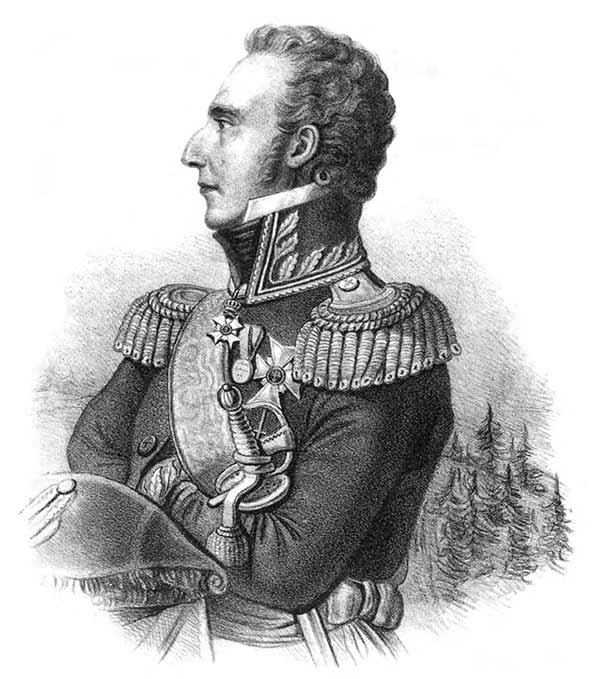
Porträt

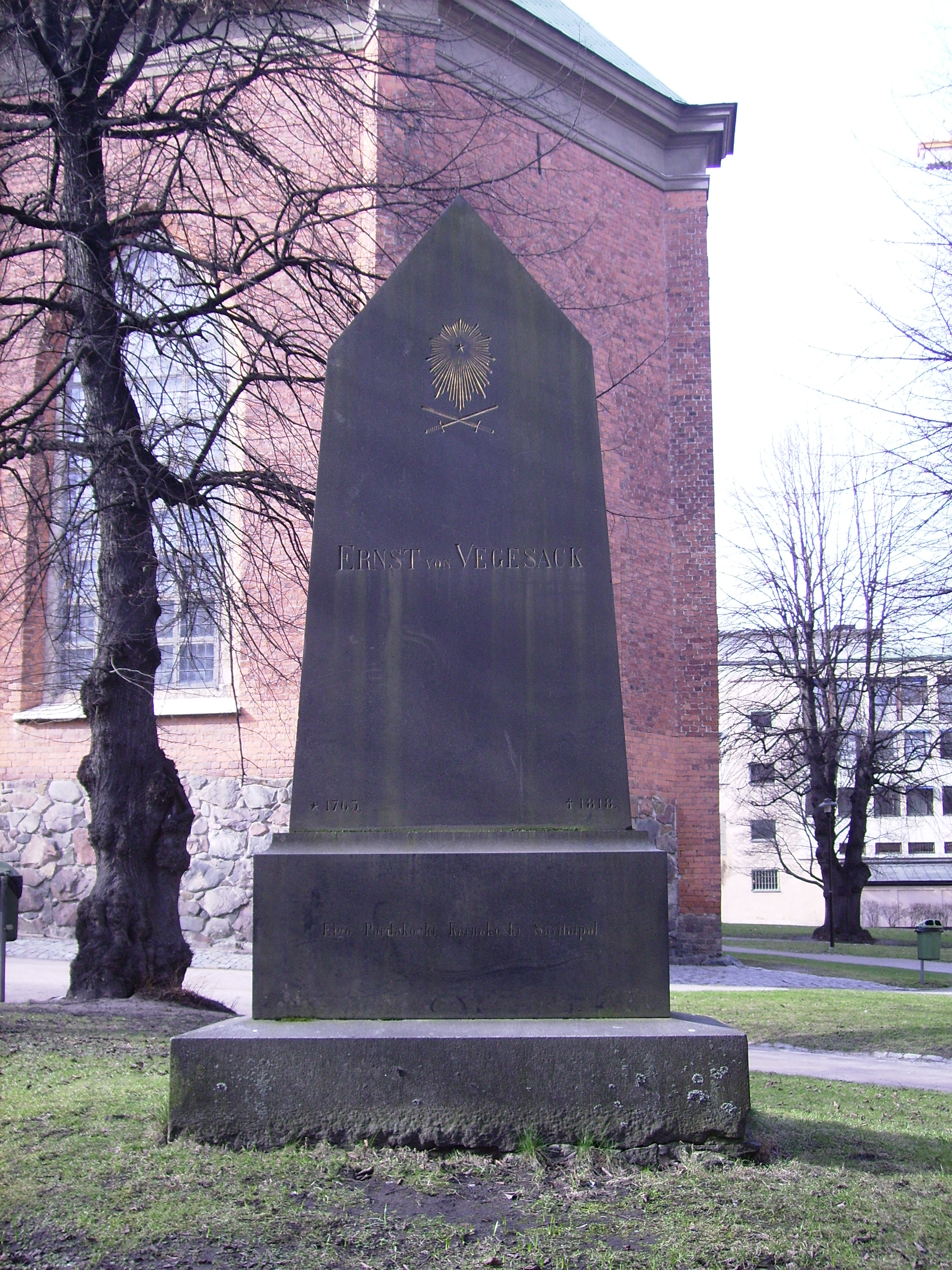
Grabmal von Vegesack in Stockholm, Aufnahme von 2009

## Herkunft
Seine Eltern waren der Hauptmann in holländischen Diensten Fredrik von Vegesack und dessen Frau Sofia Magdalene von Blücher. 1791 heiratete er Anna Beata Hammarfelt.

## Leben
1777 zog die Familie nach Schweden. Zwei Jahre später wurde er Page bei König Gustav III. und 1784 Kornett im Leibregiment. Im russisch-schwedischen Krieg wurde er 1788 zum Hauptmann befördert. Er wurde nach Dalarna geschickt, wo er eine Kompanie des dortigen Freikorps gegen die Dänen übernahm. Als dieses aber alsbald aufgelöst wurde, erhielt er ein neu aufgestelltes Jägerbataillon, das er nach Finnland führte. Dort zeichnete er sich durch große Tapferkeit aus und wurde 1789 zum Major in der Armee und 1790 Oberstleutnant ernannt. 1797 wurde er Generaladjudant und 1800 Chef der Savolaks-Brigade. 1801 wurde er Generaladjutant der Armee-Abteilung, die sich in Göteborg für den Kampf gegen England sammelte. 1802 wurde ihm der Freiherrn-Titel verliehen. Während des Krieges in Pommern 1805–1807 führte er die Vierte Brigade, zeichnete sich wieder durch besondere Tapferkeit aus und wurde bei einem Rückzugsgefecht schwer verwundet. 1808 wurde er Generalmajor und Befehlshaber des linken Flügels der West-Armee. Mit dieser rückte er in Norwegen ein. Von dort wurde er zum Befehlshaber über die so genannte „schwedische Division“ berufen, die er auf dem Seeweg nach Pori bringen sollte. Auf Grund widriger Umstände kam er am 28. August aber nach Kristinestad. Nachdem er sich dort mit der finnischen Armee vereinigt hatte, nahm er an der Schlacht bei Oravais teil, weshalb er nach Stockholm beordert und vor ein Kriegsgericht gestellt wurde, weil er nicht den befohlenen Landungsplatz angelaufen habe. Er wurde vom Kriegsgericht zwar freigesprochen, von König Gustav IV. Adolf aber zu lebenslanger Festungshaft verurteilt. Doch die Absetzung des Königs 1809 verhinderte die Vollstreckung. 1812 wurde er Generalleutnant. 1813, im Krieg gegen Napoleon, gehörte er zur Nordarmee und kommandierte am Unterlauf der Elbe eine Division von 4.000–5.000 Mann unter General Graf Wallmoden. Im Februar 1814 wurde er zum Militärgouverneur von Lübeck ernannt.
Im Krieg gegen Norwegen eroberte er die Festung Fredrikshald, erlitt aber eine Niederlage in der Schlacht an der Langnes-Schanze, der letzten kriegerischen Auseinandersetzung zwischen skandinavischen Ländern. 1816 wurde er Inspekteur der Neunten Infanteriebrigade.